# Augusta glyphica
Augusta glyphica (Guérin, 1839) è un ragno appartenente alla famiglia Araneidae.
È l'unica specie nota del genere Augusta.

## Distribuzione
La specie è stata rinvenuta in Madagascar.

## Tassonomia
Descritto originariamente come sottogenere di Gasteracantha Sundevall, 1833, è stato elevato al rango di genere da un lavoro dell'aracnologo Emerit del 1974.
Dal 1997 non sono stati esaminati altri esemplari, né sono state descritte sottospecie al 2014.